# Francis Perrin (physicien)
 (novembre 2023).
Si vous disposez d'ouvrages ou d'articles de référence ou si vous connaissez des sites web de qualité traitant du thème abordé ici, merci de compléter l'article en donnant les références utiles à sa vérifiabilité et en les liant à la section « Notes et références ».
Pour les articles homonymes, voir Francis Perrin et Perrin.
Francis Perrin est un physicien français, né le 17 août 1901 à Paris, où il est mort le 4 juillet 1992. Il a notamment été professeur des universités (à partir de 1935) et haut-commissaire à l’énergie atomique (de 1951 à 1970).
Il est le fils de Jean Perrin, lauréat du prix Nobel de physique en 1926, et d'Henriette Perrin-Duportal.

## Biographie

### Origines
Francis Henri Jean Siegfried Perrin naît le 17 août 1901 dans le 5e arrondissement de Paris de Jean Perrin, futur lauréat (en 1926) du prix Nobel de physique, et d’Henriette Perrin-Duportal.

### Jeunesse et études
Francis Perrin profita d'abord d'une éducation familiale, notamment au sein de la coopérative d’enseignement scientifique de "Sorbonne-Plage", relatée notamment par Isabelle Chavannes dans les "Leçons de Marie Curie : Physique élémentaire pour les enfants de nos amis”. Durant 2 ans, ces cours ont été dispensés par Paul Langevin (mathématique) ou Jean Perrin (chimie). Les parents se répartirent les principales matières à enseigner à l’aide de leçons peu nombreuses, avec un effort particulier pour les matières scientifiques.
Il entre à onze ans à l'École alsacienne, termine ses études secondaires au lycée Henri-IV puis entre à l'École normale supérieure (1918-1922). Reçu premier du concours d'agrégation de physique en 1922, il entre en 1929 comme assistant au laboratoire de chimie physique-matière et rayonnement (LCPMR) de la Sorbonne où il étudie expérimentalement la polarisation de la lumière émise par fluorescence, sujet de sa thèse sur l'étude du mouvement brownien soutenue en 1929.
Il obtient un doctorat ès Sciences mathématiques devant la faculté des sciences de l'Université de Paris en 1928, avec une thèse portant sur "Le calcul des matrices et la théorie des formes bilinéaires à une infinité de variables". Il réalise en même temps une étude théorique du mouvement brownien sous la direction d'Émile Borel et soutient une thèse de mathématiques sur ce sujet. 

### Parcours professionnel
Après sa thèse il travaille au Collège de France avec l'équipe de Frédéric Joliot-Curie sur la fission de l'uranium. Assistant à la faculté des sciences de Paris, il devient maître de conférences de théories physiques à l'Institut Henri-Poincaré le 1er janvier 1933, à la suite de la nomination de Louis de Broglie comme professeur titulaire.
Il oriente alors ses recherches théoriques sur la fluorescence, les propriétés diélectriques des solutions de grosses molécules, puis les interactions entre électrons et photons en liaison avec les travaux effectués au début des années 1930 par les Joliot-Curie à l'Institut du radium. Ses résultats sur la possibilité de formation de paires électrons-positons dans les chocs de particules et son estimation de la masse du neutrino dont l'existence venait d'être postulée par Wolfgang Pauli le font participer à la naissance de la physique nucléaire.
En 1933, à propos du neutrino, Francis Perrin estime que « la masse doit être nulle - ou tout au moins petite par rapport à la masse de l'électron ».
Nommé professeur à la Faculté des Sciences de Paris en 1935, il participe aux travaux sur la fission nucléaire et introduit en 1939 la notion de masse critique, indispensable à la caractérisation de la réaction nucléaire en chaîne.  En mai 1939, en accord avec ses convictions et ses travaux scientifiques, il dépose les premiers brevets d’invention sur les applications de l'énergie nucléaire avec Frédéric Joliot-Curie, Hans Halban et Lew Kowarski, au nom de la Caisse Nationale de la Recherche scientifique (ancêtre du CNRS) : “Dispositif de production d’énergie”, “Procédé de stabilisation d’un dispositif producteur d’énergie” et “Perfectionnement aux charges explosives”.
Il rejoint son père aux États-Unis en 1941 et enseigne deux ans à l'université Columbia. Il participe à la recherche militaire alliée dans le laboratoire Schlumberger qui étudie le guidage des bombes et est désigné représentant des Français libres des États-Unis à l'assemblée consultative provisoire créée à Alger par Charles de Gaulle en 1943.
En 1946, il est nommé professeur au Collège de France à la chaire de physique atomique et moléculaire jusqu'à sa retraite en 1972 et membre de l'Académie des sciences dès 1953.
Avec Pierre Auger (son beau-frère) et Irène Joliot-Curie, il seconde Frédéric Joliot dans la direction du nouveau Commissariat à l'énergie atomique (CEA) créé en 1945. Il lui succède en 1950 et occupe pendant vingt ans le poste de Haut-Commissaire.
D'abord opposé au programme d'armement nucléaire, il s'y rallie en 1954, puis défend le recours massif à l'énergie nucléaire civile comme source d'énergie, tout en soulignant constamment « l'importance de la recherche fondamentale […] indispensables au développement des programmes industriels futurs ».

### Vie privée
En 1926 à la mairie du 14e arrondissement de Paris, Francis Perrin épouse Colette Auger, sœur du physicien Pierre Auger.
Ils ont ensemble trois enfants : Nils, David et Françoise.
Francis Perrin est le frère de l’illustratrice Aline Lapicque-Perrin et, de ce fait, le beau-frère du peintre Charles Lapicque.
Francis Perrin a été le président de l'Union des athées après son départ du CEA (1970).

### Mort
Francis Perrin meurt le 4 juillet 1992 dans le 14e arrondissement de Paris, à l’âge de 90 ans.

## Militant syndical
Fin mars et début avril 1948, Francis Perrin figure parmi les signataires (avec notamment Maurice Janets, Lucien Mérat, Pierre Galoni, Gilbert Walusinski) de l’appel lancé auprès des enseignants par des responsables et militants de la Fédération générale de l’enseignement en faveur de l’adhésion de cette fédération et de ses syndicats à Force ouvrière, syndicat nouvellement créé. En avril 1948, lors du congrès constitutif de la fédération de l’éducation nationale « Force ouvrière », il est élu à la tête de la direction tricéphale de cette fédération chargée de l’enseignement supérieur. En novembre 1948, il préside l’assemblée générale des enseignants FO de la région parisienne, en compagnie de Robert Bothereau.

## Activité de lobbyiste
Nommé haut-commissaire du Commissariat à l'énergie atomique (CEA) en 1951 — en remplacement de Joliot-Curie destitué parce qu'il s'était opposé à la recherche militaire —, Francis Perrin constitue un lobby d'une douzaine de personnes, composé d'hommes politiques comme Chaban-Delmas, Bourguès-Maunoury et Félix Gaillard, d'officiers, comme les généraux Ailleret, Gallois et Crépin, de technocrates comme Pierre Guillaumat et Raoul Dautry ou de scientifiques comme Yves Rocard et Bertrand Goldschmidt, qui se révélera extrêmement efficace[réf. nécessaire]. Ce lobby imposera aux gouvernements successifs de la IVe République une recherche intensive pour permettre à la France de disposer de l'arme nucléaire en dehors de tout contrôle politique[réf. nécessaire]. Des départements secrets seront constitués au sein du CEA pour mener à bien cette politique dès 1954[réf. nécessaire]. Le général de Gaulle sera tout de même tenu informé des travaux pendant sa « traversée du désert » (1953-1958), notamment par Francis Perrin lui-même et  Chaban-Delmas[réf. nécessaire]. Quand il prit le pouvoir en 1958, l'avancement des travaux était tel que la date du premier essai nucléaire était déjà prévue pour l’année 1960[réf. nécessaire].
Perrin représentait également une figure influente lors de la création du CERN, avec d'autres scientifiques passionnés par cette aventure européenne : Lew Kowarski, Pierre Auger et Raoul Dautry.
Francis Perrin quitte la fonction de haut-commissaire du CEA en 1970 et se consacre à l'enseignement au Collège de France, tout en continuant ses travaux scientifiques en physique nucléaire.

## Hommage
Son nom a été donné à une unité de recherche associant le CEA et le CNRS : le laboratoire Francis-Perrin, qui a fonctionné de 2001 à 2015.

## Prix et distinctions
- Prix Louis Ancel (1930)[11]
- Docteur honoris causa de l'université d'Uppsala (1952)
- Membre de l'Académie des sciences (1953)
- Membre correspondant de l'Académie brésilienne des sciences (1954)
- Membre correspondant de l'Académie royale des sciences exactes, physiques et naturelles d'Espagne (1954)
- Membre correspondant de l'Académie des sciences de Heidelberg (1954)
- Commandeur de l'ordre de l'Économie nationale (1957), au titre de « professeur au Collège de France, membre de l'Institut, haut commissaire à l'énergie atomique »[12]
- Grand-croix de l'ordre national du Mérite (1967)
- Grand-croix de la Légion d'honneur (1970)
- Récipiendaire de la Grande médaille d'or de la Société d'encouragement au progrès (1970)
- Membre de l'Académie serbe des sciences et des arts (1972)
- Docteur honoris causa de l'université Columbia, de New York (1977)

## Œuvres
- Mécanique statistique classique (1925)
- Polarisation de la lumière de fluorescence. Vie moyenne des molécules dans l'état excité (1926)
- Étude mathématique du mouvement brownien de rotation d'une sphère (thèse de doctorat) (1928)
- La Fluorescence des solutions, induction moléculaire, polarisation et durée d'émission, photochimie (1929)
- Fluorescence (1931)
- La dynamique relativiste et l'inertie de l'énergie (1932)
- Théorie quantique des transferts d'activation entre molécules de même espèce. Cas des solutions fluorescentes (1932)
- Possibilité de matérialisation d'une paire d'électrons par interactions d'un photon et d'un électron ou de deux électrons (1933)
- Possibilité d'émission de particules neutres (neutrinos) de masse intrinsèque nulle dans les radioactivités beta (1933)
- Mouvement brownien d'un ellipsoïde. Dispersion diélectrique pour des molécules ellipsoïdales en solution (1934)
- Mouvement brownien d'un ellipsoïde. Rotation libre et dépolarisation des fluorescences. Translation et diffusion de molécules ellipsoïdales en solution (1936)
- Mécanique statistique quantique (1939)
- Calcul relatif aux conditions éventuelles de transmutation en chaine de l’uranium (1939)
- Mise en évidence d'une réaction nucléaire en chaîne au sein d'une masse uranifère, avec Hans Halban, Frédéric Joliot et Lew Kowarski (1939)
- Traité du calcul des probabilités et de ses applications, avec Émile Borel (1939)
- Polarisation de la lumière diffusée par les milieux isotropes troubles (1942)
- Polarisation de la lumière diffusée par des particules sphériques, avec Anatole Abragam (1951)
- Valeurs internationales des sections efficaces des isotopes fissiles pour les neutrons thermiques (1955)
- L'Euratom (1956)
- Exposé de Francis Perrin sur la politique nucléaire de la France (1956)
- Funérailles nationales de Frédéric Joliot (1958)
- Leçon terminale, Chaire de physique atomique et moléculaire (1972)
- Une nouvelle forme du tableau de Mendeleiev (1973)
- Écrits de Francis Perrin (1998)